# Arrondissement di Toul
L'arrondissement di Toul è una suddivisione amministrativa francese, situata nel dipartimento della Meurthe e Mosella e nella regione del Grand Est.

## Composizione
L'arrondissement di Toul raggruppa 112 comuni in 5 cantoni:
- cantone di Colombey-les-Belles
- cantone di Domèvre-en-Haye
- cantone di Thiaucourt-Regniéville
- cantone di Toul-Nord
- cantone di Toul-Sud